# Deres varjúháj
A Sedum hispanicum, vagyis a deres varjúháj  a varjúhájfélék családjába tartozó növényfaj.

## Leírás
Egynyári, 5–15 cm, csupasz vagy kissé szőrös. A szárai elágazók. A levelei szórt állásúak, egyenesek, lekerekítettek, 7–10 mm hosszúak. A virágai általában 6 hegyes szirommal rendelkeznek, néha 7-9 szirom is található rajtuk. Csészelevelei tojásdad alakúak. Szirmai fehérek, lila középső résszel, 5-7 mm-esek, lándzsásak, halványak. 

## Virágzás
Március–június.

## Élőhelye
Sziklás területek.

## Elterjedése

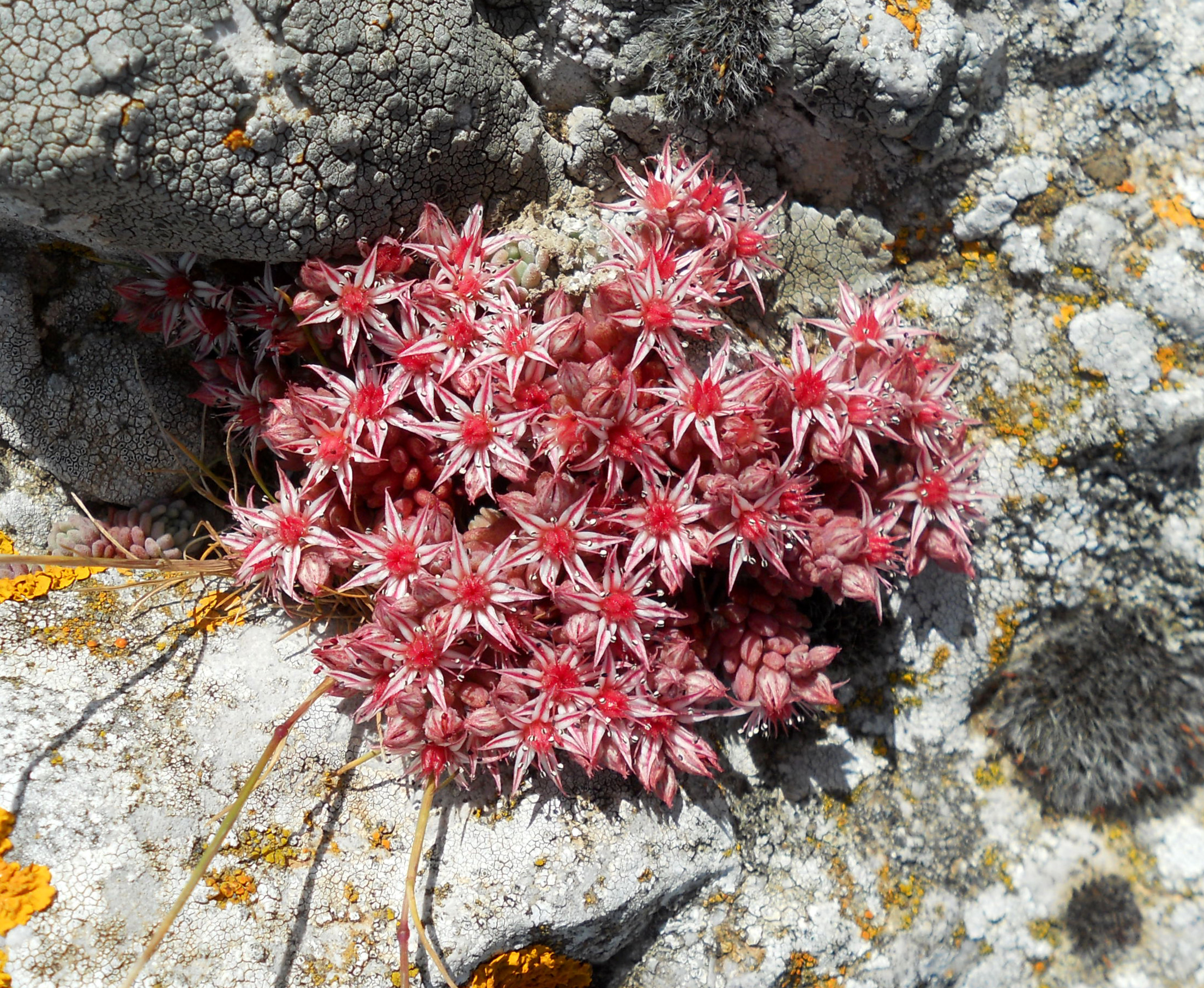
A Dikti-hegységben

Partokon, hegyvidékekben.

## Földrajzi terület
Szíria, Libanon, Palesztina, Nyugat-Ázsia, a Balkán, Olaszország és Svájc.
A növény angol nevének (Spanish stonecrop) ellenére nem található  Spanyolországban. 

## Fordítás
Ez a szócikk részben vagy egészben  a   Sedum hispanicum című angol Wikipédia-szócikk ezen változatának fordításán alapul.  Az eredeti cikk szerkesztőit annak laptörténete sorolja fel. Ez a jelzés csupán a megfogalmazás eredetét és a szerzői jogokat jelzi, nem szolgál a cikkben szereplő információk forrásmegjelöléseként.